# Corinto (Kolumbia)
Corinto – miasto w Kolumbii, w departamencie Cauca.